# Marquesado de Polavieja

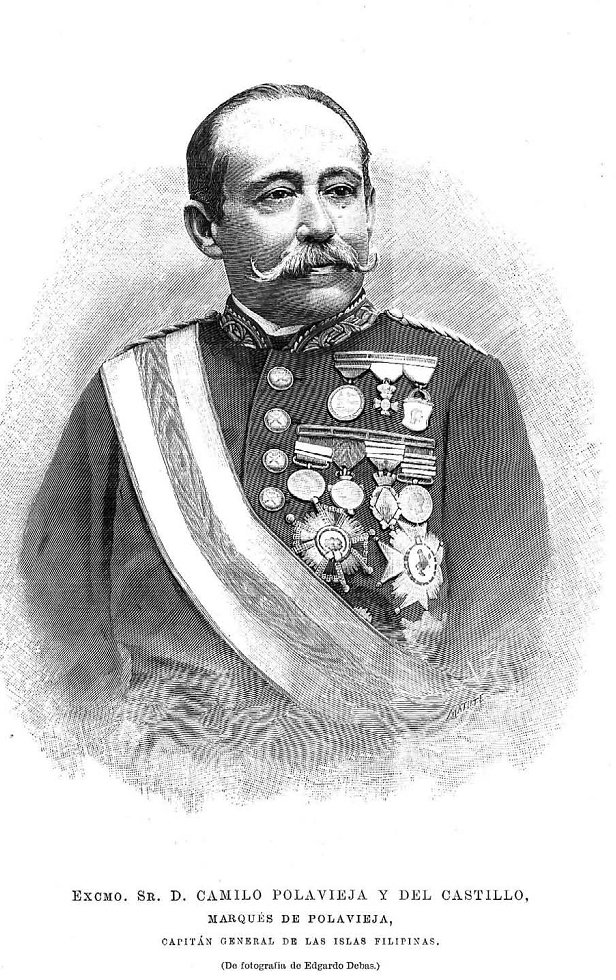
Camilo García de Polavieja y del Castillo-Negrete, I marqués de Polavieja, retratado por Edgardo Debás.

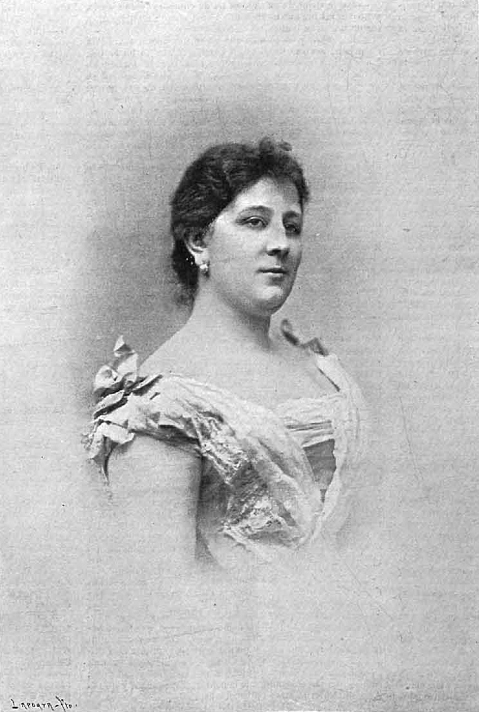
Esposa del general Polavieja, retratada por Edgardo Debás.

El marquesado de Polavieja es un título nobiliario pontificio creado por el papa León XIII, el 5 de marzo de 1895, a favor de Camilo García de Polavieja y del Castillo-Negrete. Recibió autorización para su uso en España por Real Autorización de fecha 5 de agosto de 1895, expedido por la regente María Cristina de Habsburgo-Lorena en nombre del rey Alfonso XIII de España.

## Denominación
La denominación del título nobiliario hace referencia al apellido familiar. 

## Historia
El primer marqués (1838–1914) fue un militar y político español que destacó por ser uno de los más notables regeneracionistas de España, intentando impulsar cambios tras la grave crisis de 1898. Polavieja había sido, precisamente, gobernador general de Cuba entre 1890 y 1896, y capitán general de Filipinas entre 1896 y la derrota de 1898.
Le sucedió, por Breve Pontificio del papa Benedicto XV de fecha 24 de septiembre de 1916, su hijo primogénito, Alfonso María García de Polavieja y Castrillo (1887-1928), II marqués de Polavieja. Fue autorizado a usar el título en España mediante Real Autorización de fecha 16 de marzo de 1917, expedida por el rey Alfonso XIII de España.
Sin sucesión, por lo que actualmente el título se encuentra vacante o —según lo que establezca la Bula de otorgamiento de 1895— extinguido. No puede considerarse caducado, pues se trata de un título pontificio, no español, al que no se le puede aplicar el Real Decreto 222/1988, de 11 de marzo.

## Marqueses de Polavieja
| Orden                          | Titular                                           | Periodo                        |
| Creación por el papa León XIII | Creación por el papa León XIII                    | Creación por el papa León XIII |
| ------------------------------ | ------------------------------------------------- | ------------------------------ |
| I                              | Camilo García de Polavieja y del Castillo-Negrete | 1895–1914                      |
| II                             | Alfonso María García de Polavieja y Castrillo     | 1916–1928                      |

## Historia de los marqueses de Polavieja
- Camilo García de Polavieja y del Castillo-Negrete (n.1838–1914), I marqués de Polavieja, militar y político regeneracionista, gobernador general de Cuba (1890-1896), y capitán general de Filipinas (1896-1898). Hijo de Camilo García de Polavieja y Martí y de su esposa Ángela del Castillo-Negrete, quienes tuvieron al menos dos hijos: Gabriel (n. 1836) y el presente Camilo.

Casó, el 21 de marzo de 1885, con María de la Concepción Castrillo y Medina, con quien tuvo, al menos, dos hijos: Alfonso María (n. 1887, que sigue), y Ángela (n. 1893, esposa de Joaquín de Valenzuela Urzaiz). Le sucedió, por Breve Pontificio del papa Benedicto XV de fecha 24 de septiembre de 1916, su hijo primogénito:
- Alfonso María García de Polavieja y Castrillo (1887–1928), II marqués de Polavieja, ingeniero de Caminos, Canales y Puertos.

Casó, en 1925, con María de la Concepción Gómez Tejero (sobrina materna de José Tejero y González-Vizcaíno, diputado a Cortes por el Partido Conservador). Falleció tres años después de su boda, y no consta que tuviera descendencia, ni que se produjera sucesión en el título. En consecuencia, el título quedaría vacante o extinguido (pero no caducado; por no tratarse de un título español, no es de aplicación el Decreto 222/1998).